# Нодиа, Динара
Динара Нодиа (груз. დინარა ნოდია; род. 23 января 1931, Тбилиси — 30 августа 2003) — грузинский график.. Народный художник Грузинской ССР (1981).

## Биография
Динара Нодиа Родилась в 1931 году в городе Тбилиси. с 1951 художественный редактор журнала «Дроша» («Знамя»). 1955 году Окончила Тбилисскую Академию художеств. 1957 году Принята в члены Союза художников СССР. 1964—1978 гг. Творческие командировки поездки в Алжир, Тунис, Марокко, Италия, Куба, Бельгия, Голландия, Швеция. 1966 году получила Звание заслуженного художника Грузинской ССР, начала преподавать на кафедре графики Тбилисской Академии художеств. 1981 году получила звание народного художника Грузинской ССР.